# Charlotte Alexandra
Charlotte Alexandra (* 19. November 1954 als Charlotte Alexandra Seeley in Großbritannien) ist eine ehemalige britische Filmschauspielerin. Bekannt wurde sie vor allem durch ihre freizügigen Darstellungen in Filmen der 1970er Jahre.

## Leben
Die Cousine von Jane Birkin feierte ihr Filmdebüt 1974 in dem Episodenfilm Unmoralische Geschichten des polnischen Regisseurs Walerian Borowczyk, in dem sie die Rolle der Thérèse spielte.
Der 1976 mit ihr in der Hauptrolle gedrehte Film Ein Mädchen von Catherine Breillat wurde aufgrund der sehr freizügigen Darstellung erst im Jahr 1999 zur Veröffentlichung freigegeben.
Von 1977 bis 1987 drehte sie als Charlotte Seeley noch einige Filme in ihrer britischen Heimat.

## Filme
- 1974: Unmoralische Geschichten (Contes immoraux) als Thérèse
- 1975: Frühreife Verführerinnen (Les baiseuses)
- 1976: Ein Mädchen (Une vraie jeune fille) als Alice Bonnard
- 1976: L'Acrobate als Louise
- 1977: Goodbye Emmanuelle als Chloe
- 1977: Sherlock Holmes und Das Ende der Zivilisation in der uns bekannten Form (The Strange Case of the End of Civilization as We Know It) als Miss Moneypacket
- 1987: Spookies – Die Killermonster (Spookies) als Adrienne
- 1987: Personal Services als Diane